# Ciulpăz
Ciulpăz – wieś w Rumunii, w okręgu Hunedoara, w gminie Pestișu Mic. W 2011 roku liczyła 52 mieszkańców.